# Петровский сельский совет (Гуляйпольский район)
Петровский сельский совет (укр. Петрівська сільська рада) — входит в состав
Гуляйпольского района
Запорожской области
Украины.
Административный центр сельского совета находится в 
с. Святопетровка
.

## Населённые пункты совета
- с. Святопетровка
- с. Зелёное
- с. Староукраинка